# Hindsia ramosissima
Hindsia ramosissima är en måreväxtart som beskrevs av George Gardner. Hindsia ramosissima ingår i släktet Hindsia och familjen måreväxter. Inga underarter finns listade i Catalogue of Life.